# Mont-Saint-Michel (Québec)
Pour les articles homonymes, voir Mont Saint-Michel (homonymie).
Mont-Saint-Michel est une municipalité qui fait partie de la municipalité régionale de comté d'Antoine-Labelle au Québec (Canada), située dans la région administrative des Laurentides. Son nom rappelle Le Mont-Saint-Michel.

## Géographie
Le village est principalement bâti à l'ouest de la rivière du Lièvre, qui délimite le nord-est de la municipalité, à 15 km au nord-est de celui de Ferme-Neuve, mais une part importante de sa population est constituée de villégiateurs installés autour du Lac Gravel. La rivière Tapani traverse le centre de la municipalité jusqu'à sa confluence avec la rivière du Lièvre.

## Démographie
| 1991 | 1996 | 2001 | 2006 | 2011 | 2016 | 2021 |
| ---- | ---- | ---- | ---- | ---- | ---- | ---- |
| 647  | 616  | 619  | 625  | 633  | 576  | 581  |

## Administration
Les élections municipales se font en bloc pour le maire et les six conseillers.

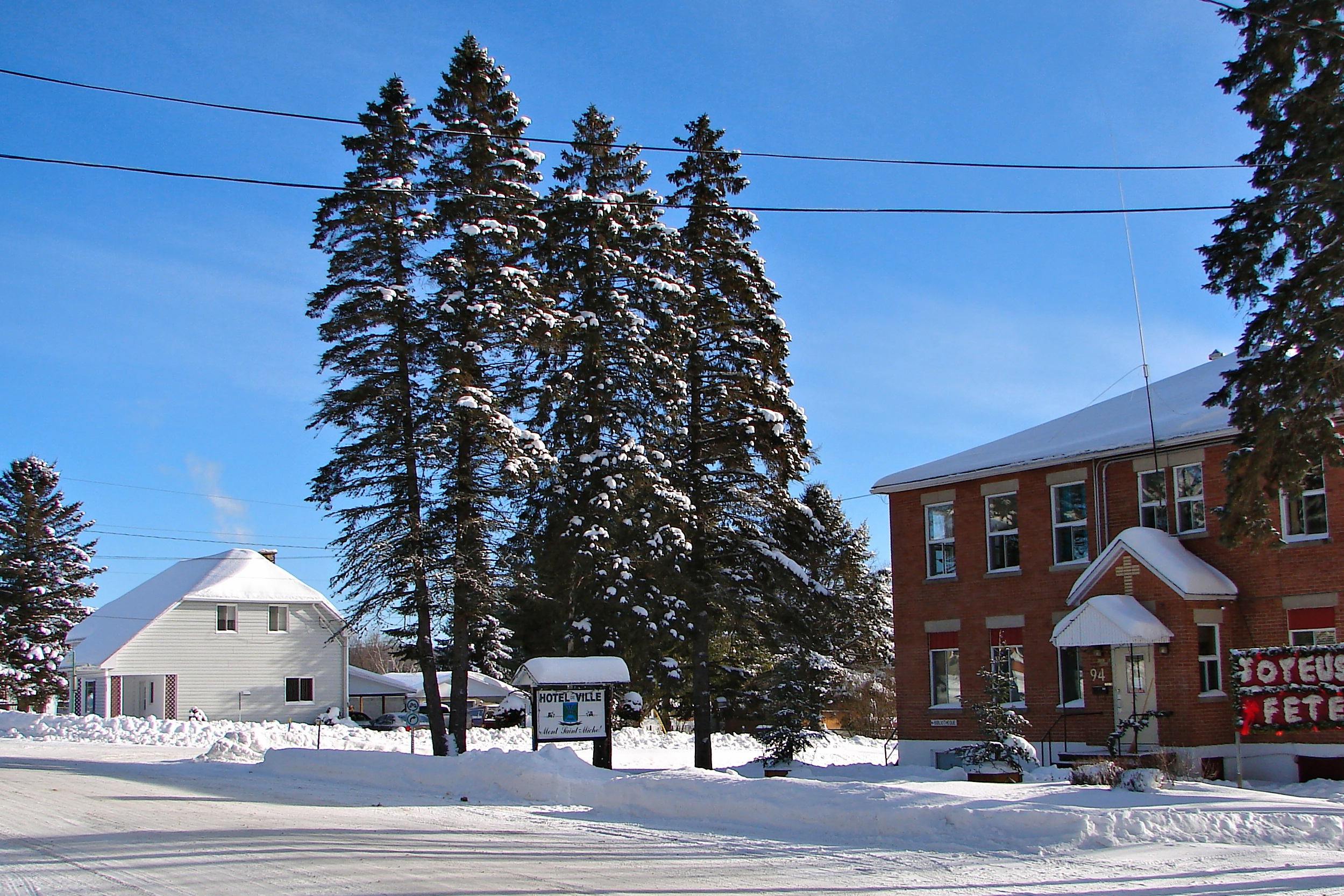
Hôtel de ville de Mont-Saint-Michel.

| Mont-Saint-Michel Maires depuis 2001                                                                                 |                      |         |          |
| Élection | Maire                | Qualité | Résultat |
| 2001 | Roger Lapointe       |         | Voir     |
| 2005 | Roger Lapointe       | Voir    |          |
| 2009 | Roger Lapointe       | Voir    |          |
| 2013 | André-Marcel Évéquoz |         | Voir     |
| 2017 | André-Marcel Évéquoz | Voir    |          |
| 2021 | André-Marcel Évéquoz | Voir    |          |
| Élection partielle en italique Depuis 2005, les élections sont simultanées dans toutes les municipalités québécoises |                      |         |          |